# Telenovela
Die Telenovela (spanisch und portugiesisch telenovela [ˌtelenoˈβela], Fernsehroman, in brasilianischem Portugiesisch novela) ist eine spezielle Form der Fernsehserie, die aus Lateinamerika stammt. Seit den 1980er Jahren sind Telenovelas auch in anderen Regionen der Welt bekannt – vor allem in Osteuropa, auf dem Balkan, in Nordafrika, China und den USA.

## Geschichte
Telenovelas haben ihren Ursprung im vorrevolutionären Kuba. Dort hörten – schon vor dem Aufkommen des Radios – Arbeiterinnen in den Zigarren-Manufakturen während der Arbeit vorgelesene Fortsetzungsromane, die sich aus den Unterbrechungen von Arbeitstag zu Arbeitstag ergaben. Die Tradition hat sich bis heute erhalten. 1930 übertrug man in Kuba zum ersten Mal eine Radionovela und arbeitete Romane in Hörspiele um.
Im 19. Jahrhundert waren Fortsetzungsromane auch in Europa bekannt und populär. Werke von Alexandre Dumas (Die drei Musketiere) und Charles Dickens (Oliver Twist) erschienen ursprünglich in Zeitungen und Zeitschriften. Für jede neue Ausgabe entstand eine Fortsetzung. Begeisterten die Geschichten die Leser, konnte der Autor länger am Roman schreiben und mehr verdienen.
In den 1950er Jahren entdeckte Lateinamerika den Fortsetzungsroman für das Fernsehen. Die erste Telenovela stammt aus dem Jahr 1950. Sua vida me pertence war eine brasilianisch-kubanisch-mexikanische Koproduktion und wurde zweimal wöchentlich ausgestrahlt. Senderos de amor (Kuba, 1951) und Ángeles de la calle (Mexiko, 1951) folgten und wurden einmal wöchentlich gezeigt. Senda prohibida, aus den Jahren 1957/58, von der Drehbuchautorin Fernanda Villeli war die erste Telenovela, die täglich gezeigt wurde. Die erste Telenovela, die einem breiteren, internationalen Publikum vorgestellt wurde, war Simplemente María (Peru, 1969).
Die erfolgreichsten Telenovela-Produktionen stammten und stammen aus Mexiko und Brasilien, wo sie zu den besten Sendezeiten laufen. In etwas geringerem Umfang sind Telenovelas auch in Argentinien, Venezuela (z. B. die auch in Deutschland gezeigte Telenovela Morena Clara), Chile und Kolumbien beliebt.
Die Telenovelas wurden zunächst nach Spanien, Portugal und Italien portiert, dann in die GUS-Staaten, die Republiken des ehemaligen Jugoslawien, Nordafrika und China. Lateinamerikanische Telenovelas, aus den Produktionsstätten Televisa (Mexiko) und Rede Globo (Brasilien), sind weltweit stärker verbreitet als US-amerikanische, australische und britische Seifenopern zusammen. Nicht selten laufen pro Kanal bis zu sechs verschiedene Telenovelas.
Die erfolgreichste Telenovela aller Zeiten, die in insgesamt 95 Länder exportierte Die Sklavin Isaura (Rede Globo, Brasilien), war auch die erste Fernsehsendung mit einer ausländischen Schauspielerin im chinesischen Fernsehen: 450 Millionen Chinesen verfolgten die Leiden der weißen Sklavin. Für die Hauptrolle erhielt Lucélia Santos, seither ein bekannter westlicher Star, dort den Goldenen Adler. In Polen ist Niewolnica Isaura die quotenstärkste Sendung, die je im Fernsehen lief. Im Durchschnitt kam die Telenovela auf eine Einschaltquote von 81 %, in Bestzeiten sogar 92 %.
Nach dem Fall des Eisernen Vorhangs strahlte das russische Fernsehen die mexikanische Telenovela Los ricos también lloran aus. Die Serie erreichte 100 Millionen Zuschauer.
Die venezolanische Telenovela Kassandra gelangte ins Guinness-Buch der Rekorde – als meistexportierte spanischsprachige Produktion aller Zeiten. Kassandra lief in 128 Ländern, war die erste Telenovela, die in Japan ausgestrahlt wurde, und machte die Schauspielerin Coraima Torres weltberühmt.
1986 fiel in Mexiko wegen Überlastung landesweit der Strom aus, während das letzte Kapitel der Telenovela Cuna de Lobos lief. Ein ähnlicher Fall ereignete sich 2007, während der Ausstrahlung des letzten Kapitels von Paraíso Tropical, in Brasilien.
In Deutschland gab es bereits in den 1980er Jahren vereinzelt oft deutlich gekürzte lateinamerikanische Telenovelas zu sehen. Die Sklavin Isaura schnitt man von 100 auf 40 Kapitel zusammen.
Vom 1. November 2004 bis zum 5. Oktober 2005 lief mit Bianca – Wege zum Glück die erste deutsche Telenovela im Fernsehen.

## Der Unterschied zwischen Telenovelas und Seifenopern
Im deutschen Sprachgebrauch ersetzt das Wort Telenovela zunehmend das Wort Seifenoper, obwohl es sich um unterschiedliche Genres gehandelt hat.

### Aufbau der Telenovela
Klassisch erzählt die Telenovela aus der Perspektive der meist weiblichen Hauptfigur (Protagonista). Allerdings werden auch Telenovelas mit männlichen oder jugendlichen Hauptfiguren und Themen, die das gesamte Publikum ansprechen, produziert.
Bei Telenovelas wird normalerweise täglich ein Kapitel ausgestrahlt. Auch wird stets das Konzept des Cliffhangers verwendet: Ein Kapitel endet mit einem dramatischen Ereignis, der Ausgang bleibt zunächst offen. Das soll motivieren, am folgenden Tag wieder einzuschalten. Anders als Seifenopern haben Telenovelas einen klar definierten Anfang und ein vorher festgelegtes Ende. Normalerweise dauern sie mindestens vier Monate bis maximal ein Jahr (80–250 Kapitel), was jedoch von der Handlung abhängt.
Telenovelas sind auf einem großen Handlungsbogen angelegt. Die Nebenfiguren verknüpfen sich auf die eine oder andere Art stets mit einer der Hauptfiguren – somit auch die Neben- mit der Haupthandlung. Dies ermöglicht den sogenannten Multiplot, das heißt, mehrere Handlungsstränge können parallel erzählt werden. Die Hauptakteure bleiben hierbei leicht im Vordergrund. Da die einzelnen Figuren so manches Geheimnis nicht kennen, gibt es genügend Raum für Spannung, Dramatik, Tränen und glückliche Momente.

### Aufbau der Seifenoper
Eine Seifenoper verfolgt viele voneinander völlig unabhängige Handlungen gleichberechtigt auf unbegrenzte Zeit. Aufgrund des nie endenden Plots wechselt die Besetzung ständig. Seifenopern spinnen sich endlos von einem Handlungsbogen zum nächsten. Einzig sinkende Zuschauerzahlen können die Handlung einer Seifenoper beenden. In diesem Fall wird meist, aus Kostengründen, auf ein abgerundetes Ende verzichtet (z. B. Die Colbys – Das Imperium, Models Inc., Central Park West, Karussell der Puppen).
Bei den meisten anderen Fernsehserien dagegen stellt jede Episode eine neue Handlung dar. Es gibt kaum Cliffhanger, und die einzelnen Episoden sind in sich abgeschlossen (z. B. Unsere kleine Farm).

### Charakteristikum der Telenovela
Für Telenovelas ist der stark hervorgehobene Melos im Drama charakteristisch. Neben dem Gesprochenen untermalt entsprechende Mimik (stumme Begleitmusik) dramatische Situationen. Tiefe Emotionen, die Mimik nicht ausdrücken kann, werden durch Musik unterstrichen. Besonders die Gedanken der Figuren – meist die der weiblichen Hauptfigur – werden in einem sogenannten Voiceover gesprochen. Das Stilmittel soll die Genreverwandtschaft zu einer geschriebenen Romanerzählung ausdrücken.

### Handlungslinien von Telenovelas
Die Telenovela greift gern zu Märchenmotiven. Besonders beliebt sind Schneewittchen- (die böse Stief- oder Schwiegermutter macht dem guten Mädchen das Leben schwer) und Aschenputtelvarianten (das arme Mädchen sucht sein Glück bei einem begüterten Mann). Gleichermaßen werden auch Telenovelas zu aktuellen, zeitkritischen Thematiken gedreht, die die emanzipierte Karrierefrau zeigen. Gerne zeigt man auch, wie sich Arbeiterklasse und sogenannte gehobene Gesellschaft unterscheiden. Oder auch Rassenkonflikte, wie zum Beispiel in der Telenovela Gitanas, in der es um „Zigeunerinnen“ geht. Die Telenovela O Clone handelt von der Liebe zwischen der Muslimin Jade und dem Christen Lucas; Drogenmissbrauch und Klonen sind ebenfalls Bestandteile der Handlung. Mit Okkultismus setzen sich die Charaktere in La Chacala auseinander. In den Telenovelas Lacos de familia und De cuerpo y alma stehen jeweils eine leukämie- und eine herzkranke junge Frau im Mittelpunkt. Während die Heldin in Abrázame muy fuerte oder Esmeralda blind ist, befasst sich Cristal mit Brustkrebs. In Yo soy Betty, la fea schaltet sogar eine unattraktive, aber kluge Frau ihre verführerische Konkurrenz aus. In Los hijos de nadie stehen Straßenkinder im Mittelpunkt. Die Telenovela Nada personal thematisierte auch die hohe Kriminalität in Mexiko. Das Finale von Machos – la brutal pasión de siete hermanos aus Chile, mit Männern in den Hauptrollen, verfolgten über 60 % aller Fernsehzuschauer, auf dem Sender Canal 13. Auch die argentinische Telenovela Rebelde Way mit Jugendlichen als Hauptakteuren war erfolgreich.
Während die meisten anderen lateinamerikanischen Produktionen weiterhin auf archetypische Handlungslinien setzen, werden in Brasilien gerne innovative und kritische Themengebiete angeschnitten. Auf dem Sender Rede Globo hat sich folgendes Muster eingebürgert:
- 18:00 Uhr – Geschichten aus der Kolonialzeit, Sklaverei, Immigrationszeit, in der Regel mit einem romantischen Hauch.
- 19:00 Uhr – Zeitgemäße Geschichten, gelegentlich mit ein wenig Humor, Komplotte, Rache und Intrigen.
- 20:00 Uhr – Novela das Oito (Acht-Uhr-Novela) – auf dem Sendeplatz wird die Telenovela ausgestrahlt, von der man sich den größten Erfolg verspricht. Oft werden sozialkritische Themen wie Abtreibung, Menschenklonen, Behinderungen, Korruption, Prostitution, Drogenmissbrauch, Kriminalität, Diskriminierung genutzt.

Im Regelfall gibt es ein Happy End.

## Die Produktion von Telenovelas

### Vorgehensweisen, Techniken
Telenovelas werden auf zweierlei Art produziert: Die erste führte der Chilene Valentin Pimstein bei mexikanischen Telenovelas ein: Man arbeitet mit offenen Drehbüchern und dreht vorerst 30 bis 50 Folgen. Während sie ausgestrahlt werden, finden Umfragen bei den Zuschauern statt. So können die Autoren auch nach deren Wünschen neue Figuren und zusätzliche Verwicklungen herbeirufen. Die zweite stammt ebenfalls von einem Mexikaner – Ernesto Alonso. Die Telenovela wird vollständig abgeschlossen. Bei großer Publikumsresonanz kann man nachträglich im Mittelteil Kapitel ergänzen. So wurde die Telenovela Salomé von den ursprünglichen 150 Kapiteln auf 180 aufgestockt. Produktionen mit wenig Erfolg lassen sich kürzen, um attraktive Sendeplätze nicht zu blockieren.
Im Unterschied zu deutschen Telenovela- und Seifenoper-Produktionen wenden die lateinamerikanischen Telenovela-Produktionsfirmen oft hohe Summen für Kulissen, Kostüme, Make-up und Styling auf. Gleichermaßen machen sie öfter Außenaufnahmen und achten auf schöne Landschaftsaufnahmen. Man setzt auf bekannte und angesehene Schauspieler statt auf anonyme Newcomer. Fernando Colugna, Victoria Ruffo, César Évora, Helena Rojo, Thalía, Gabriela Spanic und Lucélia Santos sind nur einige von ihnen. Bei Seifenopern wäre eine solche Produktion auf Dauer zu teuer.
Da Telenovelas ein rasches Tempo einhalten müssen, arbeiten sie mit anderen Produktionsmethoden als gewöhnliche Serien. Studios mit besonders hoher Produktion setzen Souffleure ein. Die Schauspieler haben ein kleines Hörgerät im Ohr, das ihnen den Text und die dazugehörige Mimik und Gestik zuflüstert. Das erspart den Akteuren das Lernen von Text und häufiges Wiederholen misslungener Szenen. Im anderen Ohr befindet sich das Mikrophon. Das beugt zeitaufwendigen Synchronisationen bei Problemen mit der Tonaufnahme vor. Im Durchschnitt muss bei einer lateinamerikanischen Telenovela 43–50 Minuten sendefähiges Material pro Drehtag produziert werden. Bei einer deutschen Seifenoper wie Gute Zeiten, schlechte Zeiten sind es nur 25 Minuten, die man pro Drehtag erreichen muss. Für übliche, einmal wöchentlich ausgestrahlte Fernsehserien, wie zum Beispiel In aller Freundschaft, rechnet man wiederum im Durchschnitt mit einer Woche Drehzeit pro Folge (10–12 Minuten pro Drehtag).
Es wird meistens mit Autorenteams oder mit vielen einzelnen Drehbuchschreibern gearbeitet. In der Regel gibt ein Autor die grundlegende Handlungslinie vor, während die anderen Schreiber die verschiedenen Vorgaben von Kapitel zu Kapitel einarbeiten. Kleinere Studios arbeiten auch nach der konventionellen Methode und lassen sich das Drehbuch von einem einzelnen Autor anfertigen. Nicht selten haben auch renommierte brasilianische Schriftsteller wie Jorge Amado an Drehbüchern mitgewirkt.
Mehrere Regisseure kommen ebenfalls zum Einsatz. So kann parallel an mehreren Sets gedreht werden, was zusätzlich Zeit einspart.
Manche Telenovelas werden sogar bandlos auf Wechselfestplatte gedreht. Das unterstützt die hohe Produktionsgeschwindigkeit und erspart die üblichen Wartezeiten durch Digitalisieren oder Einspielen in der Produktion. Der gelegentlich erwünschte „Romantiklook“ wird im selben Arbeitsschritt mittels Avid-Plug-ins über das gefilmte Material gelegt. In Deutschland setzte man diese Techniken bei der Telenovela Sturm der Liebe ein.
Televisa (Mexiko), die neben Rede Globo (Brasilien) führende Produktionsfirma, produziert jährlich zwischen 12 und 16 Telenovelas. Sie exportiert rund 80 % ihrer Produktionen.

### Bedeutende Produktionsfirmen
- UFA Serial Drama und Bavaria Film (Deutschland)
- Televisa und TV Azteca (Mexiko)
- Rede Globo, SBT, Rede Record und Rede Bandeirantes (Brasilien)
- RCTV, Venevisión und Televen (Venezuela)
- RCN und Caracol (Kolumbien)
- Telefe und Artear (Argentinien)
- TVN und Canal 13 (Chile)
- In den USA laufen Telenovelas vorzugsweise bei den auf die Wünsche der Hispano-Amerikaner zugeschnittenen Sendern Univisión und Telemundo.

### Public Relations von Telenovelas
Kurz vor Beginn einer neuen Telenovela ist in lateinamerikanischen Ländern eine umfangreiche Werbekampagne üblich: So werden Trailer in den Werbeblöcken der laufenden Telenovelas gezeigt und Werbung in verschiedenen Printmedien wie Zeitschriften gebucht. Viele Plakatwände weisen auf die kommende Produktion hin. Oft animieren Fragen auf den Plakatwänden die Zuschauer, z. B. „Was steht zwischen … und …?“, „Weshalb ist … zurückgekehrt?“, „Was hat … vor?“, „An wen denkt …?“, „Wovon träumt …?“. Die meisten Länder übernahmen diese erfolgreiche Strategie.
Eine wichtige Rolle spielt das Titellied. Die Melodie soll eingängig und mit hohem Wiedererkennungseffekt sein. Viele Titelmelodien von Telenovelas konnten hohe Positionen in den Charts sichern. Stellvertretend für alle seien hier Mi destino eres tú (gleichnamige Telenovela) der Sängerin und Schauspielerin Lucero, Hoy (aus Amar otra vez) von Gloria Estefan oder Nunca te olvidaré (gleichnamige Telenovela) von Enrique Iglesias erwähnt: lange Zeit die Nr. 1 der Charts in den lateinamerikanischen Ländern. Für die Telenovela Amar otra vez wurden drei verschiedene Versionen des Vorspanns gedreht. Zwei für den Export bestimmte Versionen sang Gloria Estefan, und die für Mexiko bestimmte Fassung sang Enrique Iglesias. In den Telenovelas Rebelde Way und Rebelde spielten die Darsteller die Bands ERREWAY und RBD. Sie konnten später unter diesen Namen große Karrieren starten. Die brasilianische Telenovela O Clone setzte Lieder von Shakira, Andrea Bocelli, Ajda Pekkan, Sting, Elton John, Sarah Brightman, Lara Fabian und vielen anderen internationalen Stars ein. Natacha Atlas trat in selbiger Telenovela in einer kleinen Gastrolle auf. Die australische Gruppe Dead Can Dance lieferte mit dem Stück Nierika das Intro zu La Chacala. Für La madrastra sangen Laura Pausini („Viveme“) und Reyli Barba („Amor del bueno“) zwei verschiedene Intros ein. Tiziano Ferros Alucinado wurde die Erkennungsmelodie von La invasora.
In Ländern, in denen Telenovelas beliebt sind, beschäftigen sich Zeitschriften und Magazine mit dem Serienformat. Führend auf dem Gebiet ist das mexikanische Magazin TVyNovelas von der Produktionsfirma Televisa – seit 1979 verkauft und in vielen Ländern als lizenzierte Ausgabe angeboten. Es gibt auch einige unabhängige Magazine, wie z. B. TV Novele – in Serbien produziert und im gesamten ehemaligen Jugoslawien publiziert. Geboten werden Hintergrundberichte, Vorschauen auf kommende Kapitel und Produktionen, Poster und Interviews mit den Darstellern. Auf diesem Weg erfuhren auch in Lateinamerika, der Urheimat der Telenovela, die Fans vom Erfolg der ersten deutschen Telenovela Bianca – Wege zum Glück.
Die mexikanische Produktionsfirma Televisa hat mittlerweile viele Telenovelas, aus der hauseigenen Produktion, auf DVD veröffentlicht. Meistens stehen optional englische Untertitel zur Verfügung. In vielen Ländern werden auch lizenzierte DVDs in synchronisierter Fassung bzw. in Landessprache untertitelter Fassung verkauft. Die allseits beliebten Soundtracks, mit der Musik aus den Latinonovelas, sind ebenfalls im Angebot.
Zu deutschen Telenovelas gibt es zu fast jeder Telenovela ein separates Fanmagazin, Romane, Soundtracks und DVDs.

### Veranstaltungen rund um eine Telenovela
Die von dem mexikanischen Magazin TVyNovelas seit 1981 jährlich veranstaltete Gala Premios TVyNovelas kürt unter anderem die beste Telenovela, die beste Hauptdarstellerin, den besten Hauptdarsteller, das beste Titellied, das beste Drehbuch und vieles mehr. Eine ähnliche Veranstaltung, bei der derzeit in dreizehn Kategorien Preise vergeben werden, wird vom brasilianischen Magazin Contigo! organisiert. In Lateinamerika hat diese Gala einen ähnlichen Status wie die Oscarverleihung.
Seit 2003 findet jährlich der sogenannte Telenovelagipfel (Cumbre Mundial de la Industria de la Telenovela y la Fición) statt. Hier werden internationale Telenovelaproduktionen vorgestellt, auch Preise werden verliehen. Die größte und erfolgreichste Telenovelaproduktionsstätte, Televisa aus Mexiko, nahm erst bei der dritten Veranstaltung teil.

### Neufassungen von Telenovelas
Die Telenovela Simplemente Maria (1967) wurde weitere fünf Male verfilmt; in Peru (1969), Brasilien (1970), Venezuela (1972), Argentinien (1979) und Mexiko (1989). Die letztere Fassung aus Mexiko stieß in Russland auf besonders große Akzeptanz und machte Victoria Ruffo, die Maria spielte, sehr beliebt.
Die von 1999 bis 2001 in Kolumbien gedrehte Telenovela Yo soy Betty, la fea wurde ein solcher Erfolg, dass sie die Nachfolgetelenovela Eco Moda erhielt. Mehr noch, das Drehbuch wurde in Russland (Ne rodis krasivoy), den Niederlanden (Lotte), Mexiko (La fea más bella und El amor no es como lo pintan), Indien (Jassi Jaissi Koi Nahin), Deutschland (Verliebt in Berlin), Griechenland (Maria, i Aschimi), Israel (Esti Ha'mechoeret), Spanien (Yo soy Bea), Serbien und Kroatien in Koproduktion (Ne daj se, Nina), Tschechien (Ošklivka Katka), der Türkei (Sensiz Olmuyor), Belgien (Sara), Polen (Brzydula), Vietnam (Cô Gái Xấu Xí), den Philippinen (I ♥ Betty la fea) und den USA (Ugly Betty), China (Chou Nu Wu Di) und Brasilien (Bela, a feia) übernommen. Andere Produktionen bedienten sich an Motiven der Rahmenhandlung wie z. B. Mi gorda bella (Mexiko), La mujer en el espejo (Mexiko), Dame chocolate (Mexiko), Patido fea (Argentinien) und Tudo por amor (Portugal).
In LaLola aus Argentinien (2007) verwandelt sich der Hauptdarsteller, ein archetypischer Macho, über Nacht in eine Frau. Mittlerweile wurde diese Telenovela in Chile (Lola), Belgien (LouisLouise), China, Spanien und der Türkei unter dem Namen Lola verfilmt.
Von der Telenovela Esmeralda wurden vier Versionen verfilmt. Zwei in Mexiko (1972/1997), eine in Venezuela (1984) und eine in Brasilien (2004). Die mexikanische Fassung von 1997 wurde 1998 als „beste Telenovela des Jahres 1997“ bei der Gala des Magazins TVyNovelas preisgekrönt.
Seit 2004 wird eine neue Fassung der einst sehr erfolgreichen Novela Die Sklavin Isaura in Brasilien gedreht.
Yolanda Vargas Dulché's Erfolgsgeschichte Rubi wurde erstmals 1968 als Telenovela in 53 Kapiteln verfilmt. 1970 folgte der Spielfilm Rubi, der dieselbe Geschichte als Grundlage hatte. 2004 erhielt die Neuverfilmung der Telenovela Rubi, mit 115 Kapiteln, den Preis als „beste Telenovela 2004“ von dem Magazin TVyNovelas verliehen.
2005 wurde eine mexikanische Neufassung der von Delia Fiallo geschriebenen Telenovela Kassandra mit dem Titel Peregrina gedreht. Fiallo war auch Autorin anderer erfolgreicher und preisgekrönter Projekte wie Guandalupe, Luz Maria, Esmeralda, Milagros, Soledad, Rosalinda und vieler weiterer.
Es gab diverse Ableger der argentinischen Telenovela Rebelde Way. Die mexikanische Version unter dem Namen Rebelde konnte den Erfolg des Originals sogar übertreffen.

## Die europäische Telenovela
Der Erfolg der importierten Telenovelas veranlasste viele Länder, eigene Produktionen zu wagen.

### Serbien
So wurde zum Beispiel in Serbien 2004/2005 die Telenovela Jelena, von Power House Entertainment, produziert. Die Telenovela basiert auf einem eigens für diese Produktion geschriebenen Drehbuch des Mexikaners Joaquín Guerrero Casarola y Gómez. Zur besseren Vermarktung wurde das erste Kapitel von Jelena, am 18. Oktober 2004, sogar auf dem Belgrader „Trg Republike“ mit einem Videobeamer auf eine Leinwand projiziert. Schon kurz nach Beendigung der Dreharbeiten wurde die Telenovela in 12 Länder exportiert (darunter Mexiko). Jelena erhielt am 1. und 2. Oktober 2004 beim „Zweiten internationalen Telenovelagipfel“ in Barcelona einen Preis für „das beste Drehbuch“ (noch vor Reich und schön). 2007/2008 wurde auf RTV Pink, mit Ljubav i mržnja, eine weitere Telenovela ausgestrahlt. Nachdem der Kroate Roman Majetić mit den Produktionen seiner AVA Television produktion in Serbien sehr hohe Einschaltquoten erzielen konnte, eröffnete er 2007 in Belgrad die Niederlassung AVA film. Sein erstes Projekt in Serbien ist die Telenovela Zaustavi vreme. Nachdem seine Produktionsfirma begann, Misserfolge zu verzeichnen, konnte die Serie bislang nicht vermarktet werden, obgleich sich die Produktionskosten auf rund 10 Millionen Euro beliefen.

### Kroatien
Im Nachbarland Kroatien produzierte AVA Television production die Telenovela Villa Maria (2004/2005), und auch sie holten sich Verstärkung aus Mexiko; von der Regisseurin Alicia Carvajal. Ljubav u zaleđu (2005/2006), Obični ljudi (2006/2007) und Ponos Ratkajevih (2007/2008) sind die Titel der folgenden kroatischen Telenovelaproduktionen aus dem Hause AVA. Um sie auf dem benachbarten serbischen Markt besser platzieren zu können, engagierte AVA neben kroatischen auch serbische Schauspieler. In den ersten beiden Telenovelas hatten auch mexikanische Stars Gastauftritte. So spielten Omar Germenos und Gloria Peralta in Villa Maria und Juan Pablo Medina sowie Paola Toyos in Ljubav u zaleđu mit. Beim „Zweiten internationalen Telenovelagipfel“ in Barcelona erhielt die Produktionsfirma AVA Television production zwei Auszeichnungen für die Telenovela Villa Maria. Die Preise galten der Regie und der Produktion. Die Telenovela aus dem Hause AVA Television production für die Saison 2008/2009 hieß Zakon ljubavi und wurde im Herbst 2008 auf Nova TV ausgestrahlt. Obwohl die Telenovelas der AVA Production auf dem öffentlich-rechtlichen Sender HRT große Erfolge feierten, konnte die neue Serie, auf einem anderen Sender, nicht an die Erfolgsgeschichte anknüpfen. Von den geplanten 185 Kapiteln wurden 73 verfilmt und 60 ausgestrahlt, bevor die Telenovela abgesetzt wurde. HRT beauftragte währenddessen die Produktionsfirma Ring Multimedia, neue Telenovelas für das tägliche Abendprogramm zu entwerfen. Das war das erste Mal, dass sich eine andere Produktionsfirma in Kroatien an dieses Fernsehformat heranwagte. Die Produktionen Sve će biti dobro und Dolina sunca knüpften an die Quotenerfolge der zuvor, auf selbigem Sendeplatz, ausgestrahlten Telenovelas an. Von 2009 bis 2011 wurde auf dem Privatsender Nova TV die Telenovela Najbolje Godine ausgestrahlt, in der die serbische Schauspielerin Katarina Radivojević die Hauptrolle gibt. Darauf folgte von 2011 bis 2013 die Telenovela Larin izbor mit Doris Pinčić, welche die von den Einschaltquoten her erfolgreichste im kroatischen Fernsehen war. Für die Saison 2013/2014 folgte die Telenovela Zora dubrovačka, welche von der Belagerung von Dubrovnik handelt. Von 2014 bis 2016 wurde Kud puklo, da puklo ausgestrahlt, die eine Mischung aus Telenovela und Comedy darstellte. 2016/2017 strahlte Nova TV Zlatni dvori mit Katarina Baban in der Hauptrolle aus. Seit Herbst 2017 wird die Telenovela Čista ljubav mit Tara Rosandić gesendet. Der Privatsender RTL Televizija strahlte 2008 die Telenovela Ne daj se, Nina mit Lana Gojak aus, die eine Remake der Telenovela Yo soy Betty, la fea ist. Von 2011 bis 2013 wurde Ruža vjetrova ausgestrahlt. Tajne (2013/2014), Vatre ivanjske (2014/2015), Horvatovi (2015/2016) und Prava žena (2016/2017) folgten.

### Türkei
Ein ebenfalls erfolgreiches Produktionsland ist die Türkei. Unter den Hauptproduzenten ist der Privatsender Kanal D zu finden. Binbir Gece mit Bergüzar Korel und Halit Ergenç, wurde, abgesehen vom Produktionsland, unter anderem auch in Aserbaidschan, Bulgarien, Kroatien, Kuwait, Rumänien, Mazedonien, Serbien, Griechenland, Montenegro, Bosnien und Herzegowina und Slowenien ausgestrahlt. Bergüzar Korel und Halit Ergenç, die im wahren Leben ein Ehepaar sind, besuchten, zu Promotionszwecken, Kroatien und Serbien, wo sie euphorisch empfangen wurden. Mit der kroatischen Schauspielerin Marijana Mikulić wirkten sie in zwei Werbespots für die Kaufhauskette IDEA Konzum mit. Darüber hinaus ist Binbir Gece in Kroatien eine der drei meistgesehenen ausländischen Fernsehserien der letzten dreißig Jahre, die nicht in englischer Sprache verfilmt wurde (neben der tschechoslowakischen Serie Das Krankenhaus am Rande der Stadt sowie der italienischen Krankenhausserie Incantesimo). Weitere internationale Erfolge waren beispielsweise Gümüş mit Kıvanç Tatlıtuğ und Songül Öden, Yaprak Dökümü sowie Aşk-ı Memnu. Für die Hauptrolle der Telenovela Lale devri wurde die serbische Sängerin Emina Jahović engagiert, die für diese Rolle nachsynchronisiert wird.

### Rumänien
Rumänien ist eine der führenden Nationen Osteuropas, was die Produktion von Telenovelas anbelangt. Mehrere Serien wurden international vermarktet. Einige, wie beispielsweise „Ingerasii“ und Lacrimi de iubire aus dem Hause Media Pro Pictures, wurden auch vom mexikanischen Sender ausgestrahlt. Besonders erfolgreich war die Produktion Inimă de ţigan, die auch in Osteuropa außerhalb Rumäniens sehr populär war.

### Russland
Die erste russische Telenovela Bednaja Nastja wurde 2003/2004, in Zusammenarbeit von AMEDIA, Russian World Studios und Sony Pictures, gedreht. Die Telenovela, die im 19. Jahrhundert spielt, stieß auch, über die Grenzen der einstigen UdSSR hinaus, auf positive Resonanz. In China konnte die in 127 Kapitel erzählte dramatische Geschichte der Fürstin Anastasia hohe Einschaltquoten sichern. Selbst in den Vereinigten Arabischen Emiraten wurde das russische Erstlingswerk, auf dem Kanal EDTV Dubai, ausgestrahlt. Aufgrund der positiven Zuschauerreaktionen folgten weitere russische Telenovela-Produktionen.

### Italien
In Italien wurden, 1999 mit Vivere und 2001 mit CentoVetrine, zwei international erfolgreiche Telenovelas produziert.

### Deutschsprachige Telenovelas

#### Deutschland
Seit November 2004, als das ZDF die erste deutsche Telenovela Bianca – Wege zum Glück – hergestellt von den deutschen Produktionsfirmen Grundy UFA in Zusammenarbeit mit teamWorx – auf den Markt brachte, tritt das hierzulande bislang wenig bekannte Serienformat immer häufiger im deutschsprachigen Fernsehen auf. Ihr Erfolg führte zu einer weiteren Nachfolge-Telenovela, Wege zum Glück (vormals Julia – Wege zum Glück). Wenig später nach Bianca – Wege zum Glück startete Sat.1 mit Verliebt in Berlin die zweite deutsche Telenovela, ebenfalls von Grundy UFA (in Zusammenarbeit mit Phoenix Film) produziert. Die Geschichte um Lisa Plenske wurde mehrfach verlängert, auf insgesamt 645 Kapitel statt der ursprünglich geplanten 225. Verliebt in Berlin und Sturm der Liebe sowie auch Wege zum Glück wurden nach Ende der Handlung, mit neuen Protagonisten und neuem Plot, fortgesetzt. Verliebt in Berlin und Sturm der Liebe konnten außerdem exportiert werden.
Die deutschen Telenovelas verlieren aber immer mehr den ursprünglichen Kern, und so sind Wege zum Glück, Sturm der Liebe und Rote Rosen inzwischen eine Mischform aus Telenovela und Daily Soap. Nachdem nach der Reihe die Komponenten der Telenovela wie z. B. das „voraussehbare Ende“ verloren gehen, kann das Format nur mehr durch das Hauptliebespaar, das bei einer Daily Soap nicht eingegrenzt werden kann, kategorisiert werden.

#### Österreich
Der österreichische Privatsender ServusTV produziert seit 2017 die Fernsehserie Trakehnerblut, die die typischen Elemente einer Telenovela enthält, jedoch offiziell nicht als eine gilt. Die Serie wird wöchentlich immer donnerstags ausgestrahlt. Geplant sind acht Folgen.

## Fremdsprachige Telenovelas im deutschsprachigen Raum
Hin und wieder wurden auch fremdsprachige Telenovelas in den deutschsprachigen Raum verkauft. Es folgt eine Übersicht über diese, die zusätzlich eine deutschsprachige Synchronisation erhalten haben. 
Lateinamerikanische Telenovelas
- Azul – Paradies in Gefahr (Azul) Mexiko 1996, 60 Kapitel (Passion*)
- Das Recht zu lieben (Direito de Amar) Brasilien 1987, 160 Kapitel (Das Erste*, ORF)
- Der Clan der Wölfe (Cuna de Lobos) Mexiko 1986, 85 Kapitel – in Mexiko 120 Kapitel (RTL*)
- Die Leihmutter (Barriga de Aluguel) Brasilien 1992, 180 Kapitel – in Brasilien 243 Kapitel (Das Erste*)
- Die Sklavin Isaura (Escrava Isaura) Brasilien 1976, 40 Kapitel – in Brasilien 100 Kapitel (Das Erste*)
- Die Tochter des Paten (Cosecharás tu siembra) Argentinien 1991, 187 Kapitel (DF1 Herz & Co*)
- Die wilde Rose (Rosa Salvaje) Mexiko 1988, 99 Kapitel (RTL*)
- Dona Beija (Dona Beija) Brasilien 1986, 63 Kapitel – in Brasilien 89 Kapitel (Passion*)
- Feuer der Liebe (Cuando llega el amor) Mexiko 1990, 45 Kapitel (RTL*)
- GO! Sei du selbst (Go! Vive a tu Manera) Argentinien 2019, 30 Kapitel (Netflix*)
- Helena (Helena) Brasilien 1987, 72 Kapitel (Passion*)
- Juanita ist Single (Juanita, la soltera) Argentinien 2006, 116 Kapitel (9Live*)
- Marimar (Marimar) Mexiko 1994, 149 Kapitel (RTL*)
- Morena Clara (Morena Clara) Venezuela 1995, 137 Kapitel (TM3*)
- Nie vergaß ich Soledad (Mi pequeña Soledad) Mexiko 1990, 160 Kapitel (RTL*)
- NOOBees (N00Bees) Kolumbien 2018, 60 Kapitel (Nickelodeon*)
- Paradies der Lüste / Trügerisches Paradies (Riacho doce) Brasilien 1990, 45 Kapitel (Tele 5*)
- Rebelde Way – Leb dein Leben (Rebelde Way) Argentinien 2002, 26 Kapitel – in Argentinien 318 Kapitel (Nickelodeon*)
- Rodrigo – Spiel der Herzen (El Auténtico Rodrigo Leal), Kolumbien 2004, 101 Kapitel (Puls 4*)
- Rubi – Bezauberndes Biest (Rubí) Mexiko 2004, 115 Kapitel (Passion*, RTL)
- Ruf des Herzens (Tu o nadie) Mexiko 1988, 60 Kapitel (RTL*)
- Salomé (Salomé) Mexiko 2001, 150 Kapitel – 180 in Mexiko (RTL II*)
- Sinhá Moça – Die Tochter des Sklavenhalters (Sinhá Moça) Brasilien 1986, 170 Kapitel (Das Erste*)
- Soy Luna (Soy Luna) Argentinien 2016, 220 Kapitel (Disney Channel*)
- Spiel mit dem Feuer (Roda de fogo) Brasilien 1986, 180 Kapitel (Tele 5*)
- Top Model (Top Model) Brasilien 1989, 180 Kapitel (Tele 5*)
- Total Dreamer – Träume werden wahr (Totalmente Demais) Brasilien 2015, 130 Kapitel – in Brasilien 175 Kapitel  (Sixx*)
- Vale Tudo – Um jeden Preis (Vale Tudo) Brasilien 1988, 170 Kapitel (Das Erste*)
- Violetta (Violetta) Argentinien 2012, 240 Kapitel (Disney Channel*)
- Wildcat (Fera radical) Brasilien 1988, 170 Kapitel (Tele 5*)

US-amerikanische Telenovelas
- Betty in New York (Betty en NY) USA 2019, 123 Kapitel (Sixx*, Sat.1 emotions)

Europäische Telenovelas
- Elisa (Elisa di Rivombrosa) Italien 2003, 52 Kapitel (NDR*)
- Frozen Memories (Rainha das Flores) Portugal 2016, 110 Kapitel – in Portugal 304 Kapitel (Sat.1 emotions*)

(*) = deutsche Erstausstrahlung

## Der gesellschaftliche Einfluss der Telenovela
Telenovelas konnten wesentlich zur Gesundheitsaufklärung in Lateinamerika beitragen – und zur Emanzipation der Frau, die sie meistens als starke und aufgeklärte Person darstellen. Die Figur der Mutter ist in den Geschichten oft zentral und positiv. Immer häufiger werden Telenovelas mit männlichen und jugendlichen Charakteren in den Hauptrollen produziert – so steigt auch bei der Bevölkerungsgruppe der Einfluss.
In der argentinischen Telenovela Simplemente Maria ist Irma Roy die junge Maria, die – in der Hoffnung, etwas Geld zu verdienen – aus der Provinz in die Großstadt zieht. Als sie schwanger wird, verlässt sie ihr Lebensgefährte. Doch sie bildet sich weiter und arbeitet parallel als Näherin, um sich über Wasser zu halten. Fundierte Studien konnten belegen, dass während der Ausstrahlung der Telenovela der Verkauf von Singer-Nähmaschinen drastisch in die Höhe schoss, die Zahlen von Anmeldungen zu Kursen zur Erwachsenenbildung stetig wuchsen und die Umzüge vom Lande in die Stadt deutlich zunahmen. Als 1969 in der peruanischen Fassung von Simplemente Maria „Marias“ Hochzeit auf der Plaza de Mayor in Lima gefilmt wurde, versammelten sich 10.000 Menschen, um dem Ereignis beizuwohnen.
Als die beiden Telenovelas Lacos de familia und De cuerpo y alma (in denen es jeweils um eine leukämiekranke bzw. eine herzkranke junge Frau geht) liefen, schnellten Blut-, Knochenmark- und Organspenden drastisch in die Höhe. Eine diesbezüglich veranlasste Studie ist Der Camila-Effekt benannt worden, nach der Hauptfigur aus Lacos de familia: Zu Beginn der Telenovela meldeten sich durchschnittlich 20 Knochenmarkspender pro Monat. Es wurden 900 neue Registrierungen, als die Telenovela gegen Ende die Leukämie immer stärker thematisierte.
In Nada personal oder Xica da Silva werden unverblümt die sozialen Missstände, Prostitution und die hohe Kriminalität in Lateinamerika angesprochen, was ebenfalls aufklärende Wirkung zeigte.
Insbesondere TV Azteca thematisiert in ihren Telenovelas Dinge, die sonst nie die Chance gehabt hätten, offen im mexikanischen Fernsehen angesprochen zu werden. Unter anderem wurde sogar der Fall des 1994 ermordeten Präsidentschaftskandidaten Luis Donaldo Colosio Murrieta, unter anderem Namen, in einer Telenovela verarbeitet. Korrupte Politiker dienten oft als Negativbilder. Um dem Jugendkult zu entfliehen und um auch andere Altersgruppen mit adäquaten Themen zu versorgen, nahm TV Azteca wesentlich öfter Charaktere mittleren Alters in die Geschichten mit auf. Themen wie gescheiterte Ehen und das Leben danach, Beziehungen mit wesentlich jüngeren oder älteren Partnern und andere moralische Tabuthemen wurden angeschnitten. Frauen in hohen Positionen, die sich im Berufsleben gegen neidische Männer durchsetzen, kamen verstärkt vor. TV Azteca liefert auch vermehrt männliche Identifikationsbilder. Studien zeigten, dass höher verdienendes Publikum mit besserem Bildungs- und Qualifikationsniveau Produktionen von TV Azteca jenen von Televisa vorzog. Neben Nada personal konnte TV Azteca mit Mirada de mujer und Cuando seas mía große Erfolge erzielen.
In Serbien war die Beliebtheit der Telenovela Kassandra derartig groß, dass das Soziologiebuch der 4. Klasse der Gymnasien es erwähnt. Der Folk-Sänger Šaban Bajramović widmete Kassandra einen Song auf seinem damals aktuellen Album, während Dragana Mirković für ihr Lied Dušu si mi opio einen Videoclip aufnahm, der stark von Kassandra inspiriert war.
Auch die Popularität der ersten kroatischen Telenovela Villa Maria war im benachbarten Serbien so groß, dass die Popsängerin Tijana Dapčević sie in ihrem jugonostalgischen Song Sve je isto samo njega nema (Es ist alles beim Alten, nur er ist nicht mehr da (in Bezug auf Tito)) erwähnte. „Čujem u Beogradu, da se gleda Villa Maria …“ (Ich höre, dass man in Belgrad Villa Maria schaut …), lautete die besagte Textzeile. In dem Lied La Gitana parodiert das Duo Flamingosi zusammen mit der Sängerin Emina Jahović typische Situationen aus verschiedenen Telenovelas. In seinem Song Španska serija fordert der Sänger Aleksandar Kapriš seine Partnerin auf, sich zwischen der Telenovela und ihm zu entscheiden. Im Lied Srbija, das die Popgruppe Luna mit Lepi Mića und Milić Vukašinović singt, werden serbische Gewohnheiten und Eigenarten auf den Arm genommen. In der Mitte des Videoclips wird das Lied gestoppt, und die Akteure versammeln sich um den Fernseher, um eine Telenovela zu schauen.
Trotz des meist positiven Effektes von Telenovelas treffen gelegentlich fanatische Nebenerscheinungen das Genre auch.
Im Dezember 1992 ermordete der Globo-Schauspieler Guilherme de Padua seine Kollegin Daniella Perez, die in einer Serie mit ihm ein Liebespaar spielte. Privat wollte Perez aber von ihrem Kollegen nichts wissen, weshalb sie von ihm umgebracht wurde. Dieser Mord erregte in Brasilien mehr Aufsehen als der gleichzeitige Rücktritt des damaligen Staatspräsidenten Fernando Collor de Mello. Noch heute pilgern Tausende zum Tatort an einer Schnellstraße in Rio, um die Ermordete zu beweinen.
Als die Hauptfigur Kassandra in der gleichnamigen Telenovela fälschlicherweise wegen Mordes inhaftiert wurde, bildeten Fernsehzuschauer im Ort Kučevo in Serbien eine Bürgerinitiative. Sie ließen der venezolanischen Regierung und dem damaligen Präsidenten Serbiens Slobodan Milošević ein Schreiben zukommen, in dem sie forderten „Wir wissen, dass Kassandra unschuldig ist! Stoppt ihr Leiden!“. Im benachbarten Bosnien-Herzegowina war die Bevölkerung empört, als Kassandra ohne Erklärung aus dem Programm verschwand. Das US State Department kam zur Hilfe und bat Antonio Paez von Coral Pictures um Rat. Nachdem man nachgeforscht hatte, stellte man fest, dass das bosnische Fernsehen nie über die Senderechte für die Telenovela verfügt hatte. Man gab zu, das Signal eines anderen Senders aus der Region, der die Telenovela ausgestrahlt hatte, übernommen zu haben. Als dies technisch nicht mehr möglich war, blieb die Telenovela aus. Da Antonio Paez jedoch um die finanziellen Nöte des bosnischen Fernsehens wusste, stiftete er dem Sender alle 150 Kapitel von Kassandra. Aufgrund der großen Publikumsresonanz besuchten Coraima Torres (Kassandra) und ihr Kollege Henry Soto (Randú) Bulgarien und Serbien.
Gelegentlich vernachlässigen Menschen aufgrund der imaginären Geschichten ihr eigenes Leben. In Indonesien ließ die Regierung verlauten, dass „es unentschuldbar sei, wegen der Telenovela Kassandra nicht zur Arbeit zu gehen“. Während die Telenovela Marimar ausgestrahlt wurde, ließen die Moscheen die Gebete während der Fastenzeit an Ramadan in Abidjan vorverlegen. Das ersparte den Gläubigen die Qual der Wahl.

## Die Telenovela in der Kritik
Gegner monieren vielfach die stark idealisierte und realitätsferne Scheinwelt, die von Telenovelas geschaffen werde. Nach ihrer Auffassung sind derartige Serien mit ihren glamourösen Kulissen und stets gutaussehenden Akteuren sehr weit vom Alltagsleben entfernt.
Ein weiterer zentraler Kritikpunkt sind die auftretenden Figuren, die oftmals als hölzern und stereotyp bemängelt werden. Statt einer vielseitigen Darbietung würden die Charaktere auf einfältige Eigenschaften reduziert, so dass am Ende nur noch klischeehafte Polaritäten (gut – böse, Gutmütigkeit – Missgunst usw.) übrigbleiben.
Viele Psychologen gehen davon aus, dass Telenovelas ihrem TV-Publikum vor allem als Realitätsflucht dienen. Führend in der Produktion sind Brasilien und Mexiko. Laut Sichtweise der Kritiker soll die Glanzwelt der Telenovela die Zuschauer in den Slums und Favelas über soziale Missstände, Unterdrückung, Opposition, Ungerechtigkeit und Demonstrationen hinwegtrösten. Wenn in der Serie viele unglückliche und vom Schicksal gestrafte Menschen Gerechtigkeit erfahren, lässt das die Einschaltquote erheblich ansteigen.
Insbesondere mexikanische Telenovelas zeichnen sich gelegentlich durch stereotype Charaktere und einfache Handlungsstränge aus. Ein häufiges Motiv ist das arme, aber gut aussehende Mädchen, das sich in einen reichen Mann verliebt, während dessen Familie die Beziehung zerstören will.
Die schärfste Kritik an den deutschen Telenovelas ist die angeblich schlechte Adaption des Formates.
Man wirft deutschen Produktionen vor, Erzähltechniken einer Seifenoper anzuwenden und diese unter der Bezeichnung Telenovela zu publizieren. So schrieb die Journalistin Melanie Ruprecht: „Der größte Fehler besteht darin, dieses Format als lächerlich oder seicht abzutun. In lateinamerikanischen Ländern spielt es eine wichtige Rolle und hat eine bedeutende gesellschaftliche Funktion inne. Verliebt in Berlin hingegen wird allenfalls zwei neue Schlagerstars hervorbringen.“
Der Grundy-UFA-Chef Rainer Wemcken sieht den Sachverhalt hingegen vollkommen anders. Er ist der Auffassung, dass ausländische Telenovelas im deutschsprachigen Raum nicht greifen können, und sagt: „Wenn eine Telenovela richtig Quote bringen soll, muss sie Made in Germany sein.“.
Die mexikanische Regisseurin Alicia Carvajal war zwar mit dem Drehbuch der kroatischen Telenovela Villa Maria zufrieden, aber sie hatte andere Kritikpunkte: „In Villa Maria wird ständig geraucht und getrunken, sowas wäre in mexikanischen Serien undenkbar, denn dort ist man sich des edukativen Einflusses der Telenovela bewusst und nutzt ihn, um Jugendliche in die richtigen Bahnen zu geleiten!“

## Trivia
- Mit 605 Episoden hält Mundo de juguete – von 1974 bis 1977 in Mexiko produziert – den Rekord als längste lateinamerikanische Telenovela.
- Mit mehr als 4200 Episoden hält Sturm der Liebe (seit 2005) den Rekord als längste deutsche Telenovela.
- Am 19. September 1985 wurde Televisa, die ihren Sitz im Stadtteil San Angel in Mexiko-Stadt hatte, bei einem Erdbeben stark in Mitleidenschaft gezogen. Viele der Originalaufzeichnungen wurden zerstört.
- Bekannte Sängerinnen und Schauspielerinnen begannen ihre Karriere als Protagonistin in einer Telenovela: Thalía, Shakira, Paulina Rubio, Patricia Manterola, Salma Hayek.
- Aufgrund des großen Erfolges wurde die Telenovela Salomé nachträglich von 150 auf 180 Episoden erweitert. In Deutschland strahlte RTL II jedoch nur die ursprüngliche Fassung mit 150 Episoden aus.
- Für die Rolle der leukämiekranken Camila, in Laços de Família, ließ sich die Schauspielerin Carolina Dieckmann ihr langes, blondes Haar abschneiden.[18]
- O clone wurde teilweise in Marokko gedreht und war die erste Produktion, die im US-Fernsehen mit englischen Untertiteln ausgestrahlt wurde.
- Bei dem Zirkus Suarez, der in der Telenovela Kassandra vorkommt, handelt es sich um einen richtigen Zirkus. Die Schauspieler reisten während der Dreharbeiten mit den Artisten von Stadt zu Stadt.